# Сан-Сальвадор (остров, Галапагос)
Сан-Сальвадор (Джеймс) (исп. Isla San Salvador, Santiago, James) — вулканический остров в составе островов Галапагос. Назван в честь апостола Иакова Старшего.

## География

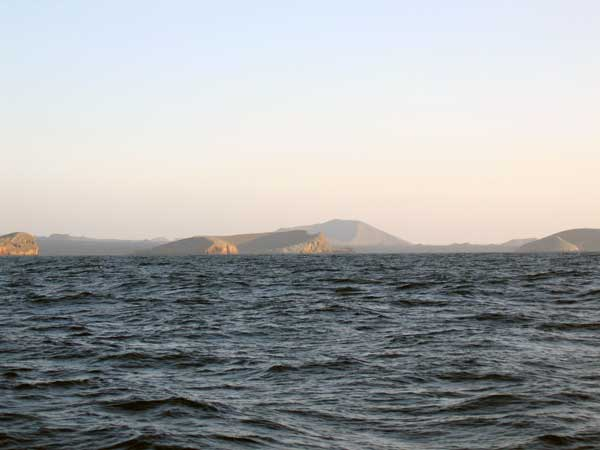
Панорама Сан-Сальвадора с моря

Площадь острова составляет 584,65 км², наивысшая точка расположена на высоте 907 м над уровнем моря.
На Сан-Сальвадоре обитают игуаны, морские львы, тюлени, сухопутные и морские черепахи, фламинго, дельфины и акулы. Человеком завезены также козы и овцы, от чего в значительной мере пострадали местные виды. На острове можно наблюдать дарвиновых вьюрков и галапагосского канюка.
Последнее извержение вулкана было в 1906 году.